# Heraclia limbomaculata
Heraclia limbomaculata är en fjärilsart som beskrevs av Embrik Strand 1909. Heraclia limbomaculata ingår i släktet Heraclia och familjen nattflyn. Inga underarter finns listade i Catalogue of Life.